# ギエトシュヴァウト
ギエトシュヴァウト（ポーランド語: Gietrzwałd [ɟɛtʂˈvawt]、ドイツ語: Dietrichswalde）は、ポーランド北東部ヴァルミア地方のヴァルミア＝マズールィ県、オルシュティン近郊に位置する村。ギエトシュヴァウトグミナの主要自治体。ローマ・カトリック教会の巡礼地として有名。

## 自然
ギエトシュヴァウト地方に特有な風景は氷河によって形作られた。このため、一帯は起伏に富み、豊かで多様な自然に恵まれている。この地域の最も価値ある自然は湖と河川である。ギエトシュヴァウトを流れるギワフカ川はパスウェンカ川の支流である。

## 歴史

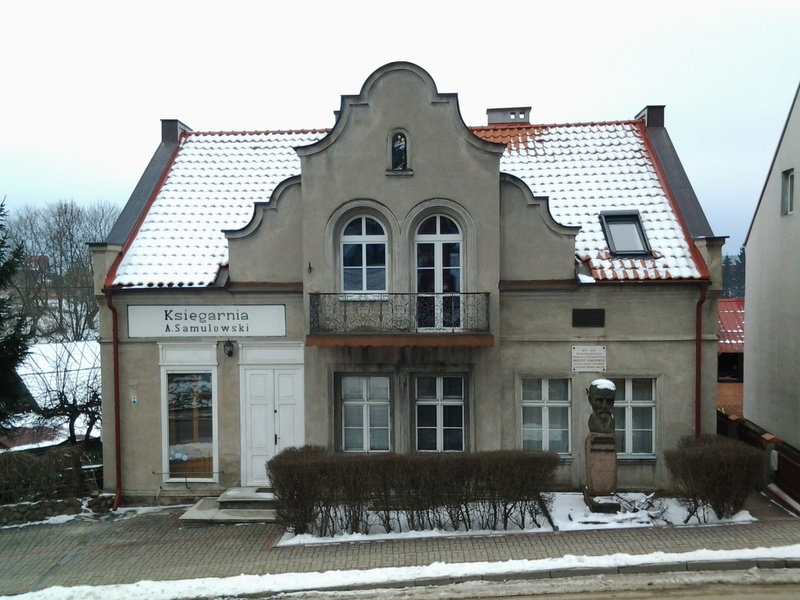
ポーランドの民衆詩人で本屋も営んでいたアンジェイ・サムロウスキー(1840–1928)の家

ギエトシュヴァウトは1352年にヴァルミア大主教区内に設立され、その後、ディートリッヒまたはディッターという名の人物によってドイツ騎士団の支配地となった。村のドイツ語名ディートリッヒスヴァルドはこの人物が名づけたものである。15世紀、ギエトシュヴァウトはポーランドとドイツ騎士団の間に起こった十三年戦争のさなかに破壊された。村はゲオルグ・フォン・シュリーベン指揮下のドイツ騎士軍に侵攻された。16世紀半ばには学校と宿屋はあったが、村は発展していなかった。1722年に第一次ポーランド分割によってプロイセン王国に併合され、のちに現地ポーランド住民はゲルマン化にさらされた。1783年には57軒の家があった。ナポレオン戦争中の1807年、フランス軍の攻撃、略奪を受けた。

### 聖母顕現
カトリック教会によれば、1877年、この地に暮らす2人の幼い少女の前に聖母マリアが現れた。2人は名をスタニスワヴァ・サムロウスカとユスティナ・シャフリンスカといった。聖母は複数回現れ、ロザリオの祈りを唱えることの重要さを、ドイツ語ではなくポーランド語で語りかけた（東プロイセンではドイツ語が主要言語であり、ポーランド系の人々は少数であった）。以来、ギエトシュヴァウトにはポーランドを始め世界中から、聖母のイコンと奇跡の力を宿すという泉を目にしようと巡礼者がやってくるようになった。カトリック教会はこの聖母出現を1977年に公認した。街は現在、ヴァチカン公認の巡礼地となっている。

## 文化
村内にはコミュニティ文化センターが存在しており、通年開館している。ギャラリーでは観光情報の提供と工芸品の販売を行っている。
センターは、地域で行われる各種イベントの企画と開催も行っている。加えて、社会と文化の振興、子供と大人対象の教育とアートのワークショップにも力を注いでいる。

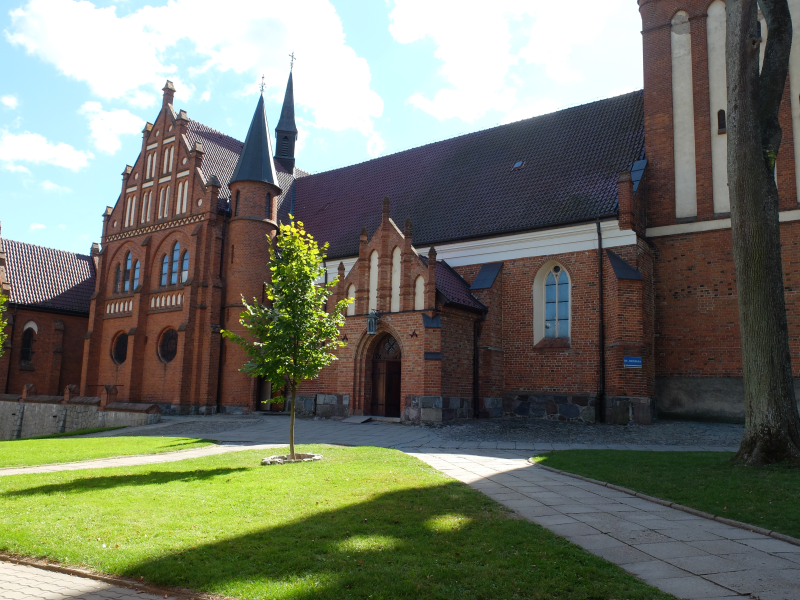
キリスト降誕の聖母教会

### 宗教
ギエトシュヴァウトの最も重要な宗教的シンボルは、森の近くに位置する聖母の祭壇と十字架の地である。奇跡の泉へ続くロザリオの小路、聖母顕現の教会と聖母のイコンもある。この礼拝堂はこの地方で最もよく知られたものであり、ヴァルミアの風景を象徴するものである。

## 教育
ギエトシュヴァウトには以下の教育施設が存在する。
- アンジェイ・サムロウスキー小学校
- W. ズィンク司祭中学校

## 交通
村へはオルシュティンとオストルダからバスが発着している。オルシュティンへは国道16号線でもアクセス可能。最寄りの鉄道駅は5km離れたビエサル。